# Hans-Christoph Hoffmann
Hans-Christoph Hoffmann (* 1935) ist ein deutscher Kunsthistoriker.
Nach seinem Studium der Architektur arbeitete er weiter im Kunsthistorischen Institut der Technischen Hochschule Darmstadt und promovierte über Theaterbau. Anschließend war er maßgeblich am Forschungsprojekt „Die Wiener Ringstraße – Bild einer Epoche“ beteiligt. Daraus ergab sich auch seine Habilitationsschrift „Das Wiener Opernhaus“ über die Wiener Staatsoper.
Zum Zeitpunkt der Habilitation 1972 hatte er schon seine Lebensstelle als Gründungsleiter des Landesamtes für Denkmalpflege Bremen angetreten, in der er über drei Jahrzehnte wirkte. Daneben schrieb er Kulturreiseführer. Schon während seiner Amtszeit schrieb er ein rückblickendes Buch über seine Arbeit als Denkmalpfleger.
Nach seiner Pensionierung 2003 leitete er mehr als zehn Jahre lang das Bremer Domarchiv. In dieser Zeit schrieb er zwei Werke über den Bremer Dom, allerdings nicht dessen Baugeschichte, sondern die anschließende Entwicklung in der Neuzeit.

## Mitgliedschaften in Auswahl
Außerordentliches Mitglied des Bundes deutscher Architekten

## Veröffentlichungen
- Das Wiener Opernhaus. (= Die Wiener Ringstrasse. Bd. 8: Die Bauten und ihre Architekten). DNB 740272403.
- Bremen, Bremerhaven und das nördliche Niedersachsen: Kultur, Geschichte, Landschaft zwischen Unterweser u. Elbe. DuMont-Kunstreiseführer, 1987, ISBN 3-7701-1754-9.
- Osnabrück, Oldenburg und das westliche Niedersachsen: Kultur, Geschichte und Landschaft zwischen Weser und Ems. DuMont-Kunstreiseführer, 1990, ISBN 3-7701-2124-4.
- Erforschen – Pflegen – Schützen – Erhalten: ein Vierteljahrhundert Denkmalpflege in der Freien Hansestadt Bremen. ein Rückblick. Hauschild Verlag, 1998, ISBN 3-931785-67-X.
- Die Erhaltung des St.-Petri-Doms zu Bremen im 19. Jahrhundert. Wittheit zu Bremen, 2007, ISBN 978-3-89757-376-5.
- Der Bremer Dom im 17. und 18. Jahrhundert. Landschaftsverband Stade, 2015, ISBN 978-3-931879-60-0.